# Palpimanus giltayi
Palpimanus giltayi là một loài nhện trong họ Palpimanidae. Loài này được phát hiện ở Mozambique.